# United We Stand (Brad)
United We Stand è il quinto album in studio del gruppo musicale statunitense Brad, e il primo pubblicato con la nuova etichetta Razor & Tie Records.
Il tour in supporto al disco è iniziato nel mese di aprile 2012 negli Stati Uniti d'America per protrarsi fino al mese di febbraio 2013 in Europa, includendo i loro primi concerti nel Regno Unito.

## Tracce
1. Miles Of Rope - 3:37
2. Bound In Time - 5:24
3. A Reason To Be In My Skin - 4:55
4. Diamond Blues - 3:06
5. The Only Way - 3:30
6. Last Bastion - 3:32
7. Make The Pain Go Away - 3:23
8. Needle And Thread - 4:33
9. Tea Bag - 2:50
10. Through The Day - 5:27

### Traccia bonus dell'edizione europea
1. Waters Deep - 4:25

### Tracce bonus dell'edizione iTunes Delux
1. Thomas Jefferson Son - 4:33
2. Thomas Jefferson Son (video) - 6:20
3. Peaceful Waters (video) - 3:43
4. Don't Cry (Neil Young) (video) - 4:29
5. Let It Breathe (video) - 6:47

## Formazione
- Stone Gossard – chitarra, seconda voce
- Regan Hagar – batteria
- Shawn Smith – voce principale, pianoforte, organo
- Keith Lowe – basso

## Materiale promozionale
L'uscita dell'album è stata accompagnata dalla pubblicazione del vinile 7 pollici in edizione clear vinyl da collezione.
Questo disco contiene due tracce:
1. Waters Deep
2. Don't Cry (Neil Young)